# Pierre d'Ailly
Pierre d'Ailly (en llatí  Petrus Aliacensis ,  Petrus de Alliaco) (Compiègne, 1351 - 9 d'agost de 1420), va ser un geògraf, teòleg i filòsof francès de l'edat mitjana, que va escriure un tractat cosmogràfic el 1410, l' Imago Mundi  (imatge del món).
Ailly considerava que existia una simetria en la configuració dels continents, va influir motivant a Cristòfor Colom a sortir per comprovar la seva teoria de la rodonesa del món, la teoria de la Imago Mundi  plantejava que hi havia quatre continents, dos al nord i dos al sud, o bé, vistos des d'una altra perspectiva, dos a l'est i dos a l'oest. Això donava com a resultat, un al nord que era Europa, i un altre al sud que era l'Àfrica, tots dos al costat est del globus, del costat oest, es trobava un altre continent al nord que era Àsia, i l'altra extensió de terra havia de trobar - al sud, però era un continent desconegut, del que es va encarregar Cristòfor Colom de trobar. És per això, que Colom considerava que havia navegat en aigües australs, és a dir, al sud de l'equador, ja que tenia idea d'haver arribat al sud d'Àsia.
Un cràter de la Lluna va ser batejat com Aliacensis en honor seu.

## Biografia[2]
Fill d'una família burgesa, va fer carrera universitària i religiosa a París. Mitjançant el Col·legi de Navarra, va estudiar a la Universitat de París, on va aconseguir el doctorat en teologia en 1380. on va participar en el Cisma d'Occident i va ser mestre de Jean Gerson. Gràcies als seus contactes entre la jerarquia eclesiàstica i els seus dots polítics, va ser nomenat cardenal i va aconseguir enriquir-se amb els beneficis de diversos càrrecs honorífics. Va destacar també com a perseguidor de la doctrina de Jan Hus.

## Pensament
Pierre d'Ailly és un seguidor del nominalisme d'Occam. Però la seva principal aportació filosòfica és l'intent de conjugar l'astrologia amb la història i la teologia, buscant explicacions de com els altres marquen les fites més rellevants al llarg del temps, i com aquestes fites ja estan previstes per Déu (sense creure, però, en el determinisme quant a la llibertat de l'ésser humà). Va afirmar que el Cisma que li havia tocat viure era un possible signe de la vinguda de l'Anticrist.

## Aportacions a la geografia-Imago Mundi
D'Ailly a la seva obra Imago Mundi va explicar que, d'acord amb els designis divins, existia una simetria en la configuració dels continents, aquesta teoria va influir en Cristòfor Colom (que estava en possessió d'una edició de l'Imago Mundi  impresa a Lovaina cap al 1483) donant-li la base per a embarcar-se per trobar les Índies. La teoria expressada a l'Imago Mundi plantejava que existien quatre continents, dos al nord i dos al sud, o bé, vistos des d'una altra perspectiva, dos a l'est i dos a l'oest. Això donava com a resultat un continent al nord, que era Europa; i un altre al sud, que era Àfrica, tots dos en el costat est del globus. Del costat oest es trobava, només s'havia descobert un altre continent al quadrant nord que era Àsia; i l'altra extensió de terra havia de trobar-se al sud. No obstant això es tractava d'un continent desconegut; pensament que va inspirar Cristòfol Colom (que identificava aquest continent amb l'Índia). És per aquest motiu que Colom considerava que havia navegat en aigües australs, és a dir, al sud de l'equador, doncs tenia la idea d'haver arribat al sud d'Àsia, navegant cap a ponent. També va avançar càlculs sobre la massa, la forma i el moviment de rotació de la Terra. El títol de la seva obra va ser copiat per altres geògrafs posteriors, entre els quals destaca Lluís de Langle, i com a símbol de la Terra, usat en filosofia.

## Obres
A part de  Imago Mundi  va publicar algunes obres per a fomentar la reforma de l'Església:
- De notoriis focaristis
- Super reformatione Ecclesiae
- Capita agendorum in concili generalització de reformatione Ecclesiae
- Quaestiones súper llibres Sententiarum  (1376-1377), reimpressió anastàtica de l'edició de 1490: Frankfurt-am-Mein: Minerva, 1968.
- Petri de Alliaco Questiones súper primum, tertium et quartum librum Sententiarum, Mònica Brinzei, Turnhout: Brepols, 2013 ss.
- Ymago Mundi de Pierre d'Ailly , Edmond Burton (ed.), París :. Maisonneuve Frères, 1930, 3 vols, vol. 1 (en línia  aquí).
- De concòrdia astronomice veritatis et narrationis historice  (1414).
- Tractatus de concordantia theologie et astronomie  (1414).
- Destructiones modorum significandi , L. Kaczmarek (ed.), Amsterdam: GB Grüner, 1.994.
- Tractatus d'ánima , O. Pluta (ed.), A  Die philosophische Psychologie des Peter von Ailly , Amsterdam: GB Grüner, 1987.
- Tractatus súper De consolatione philosophiae , M. Chappuis (ed.), Amsterdam: GB Grüner, 1988.
- Conceptus et insolubilia  París, c. 1495.
- Conceptes i insolubles: traducció anotada , Paul Vincent Spade (ed.), Dordrecht: Reidel, 1980.
- Significandi Destructions modorum. Conceptus et insolubilia , Lyons ca. 1490-1495.
- Tractatus exponibilium , París 1494.

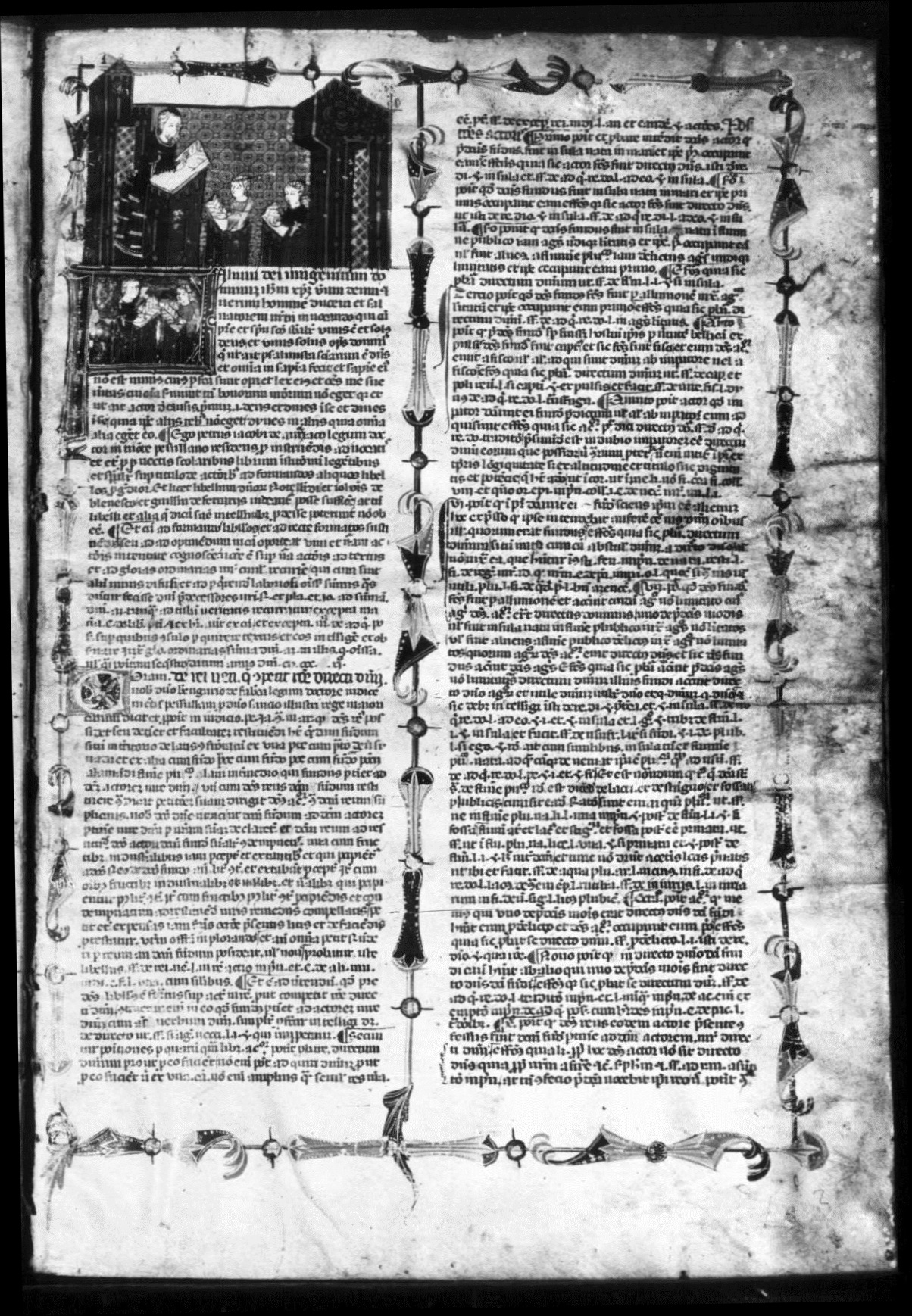
Lectura ad formandos libellos, Toledo, Biblioteca de la Catedral de Toledo.